# Dendrobates
Dendrobates là một chi động vật lưỡng cư trong họ Dendrobatidae, thuộc bộ Anura.
Dendrobates từng có lúc chứa tới trên 40 loài, nhưng đã bị chuyển sang các chi khác, như Oophaga, Ranitomeya, Andinobates và Phyllobates.
Hiện tại, chi này có 5 loài và không bị đe dọa tuyệt chủng.

## Phân bố
Từ nam Nicaragua qua Costa Rica, Panama và Colombia tới Guiana và vùng cận kề thuộc Brasil; du nhập vào Hawaii, Hoa Kỳ.

## Các loài
- Dendrobates auratus (Girard, 1855)
- Dendrobates leucomelas Steindachner, 1864
- Dendrobates nubeculosus Jungfer and Böhme, 2004
- Dendrobates tinctorius (Cuvier, 1797) (gộp cả Dendrobates azureus Hoogmoed, 1969)
- Dendrobates truncatus (Cope, 1861)

## Hình ảnh

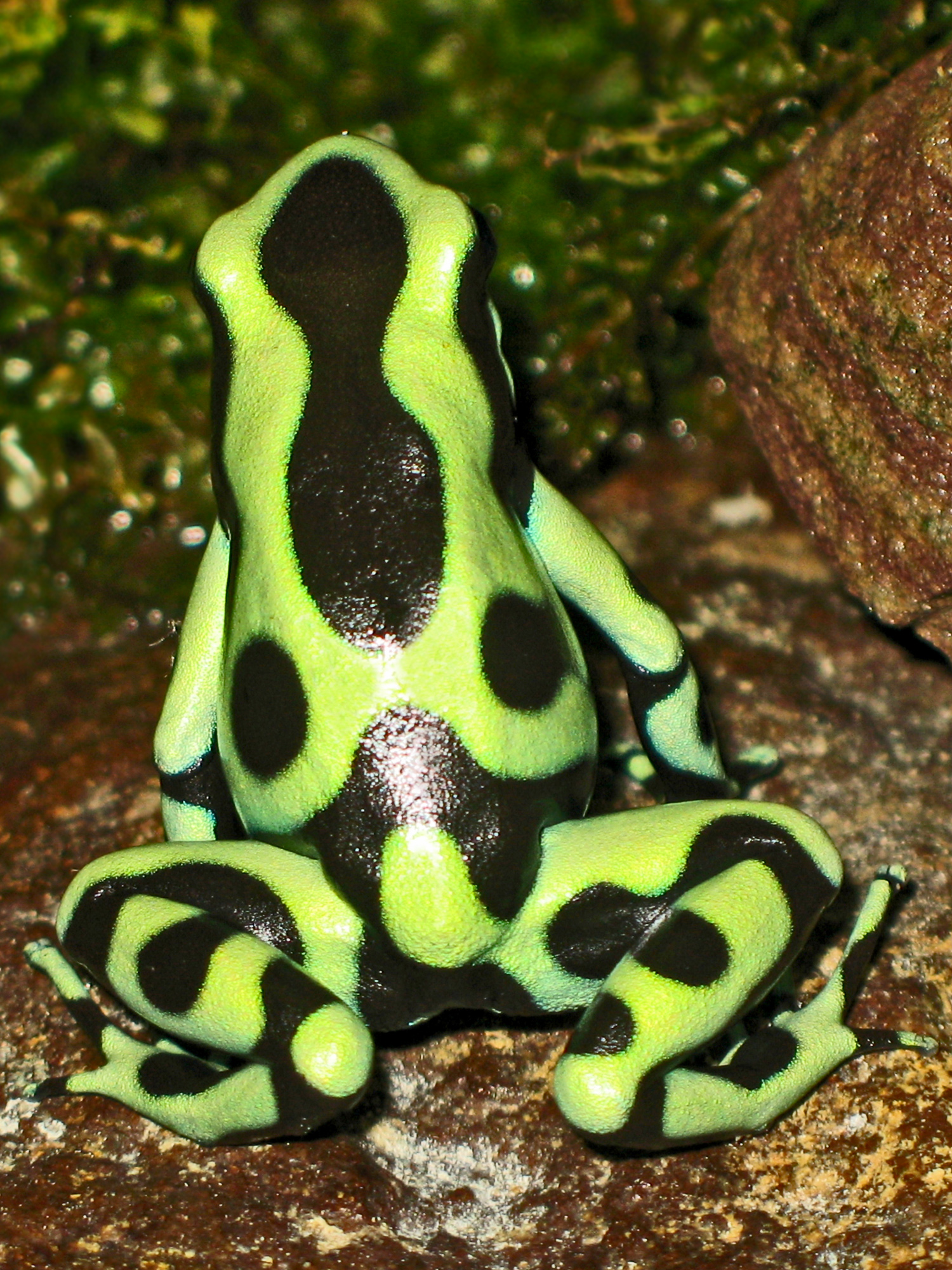
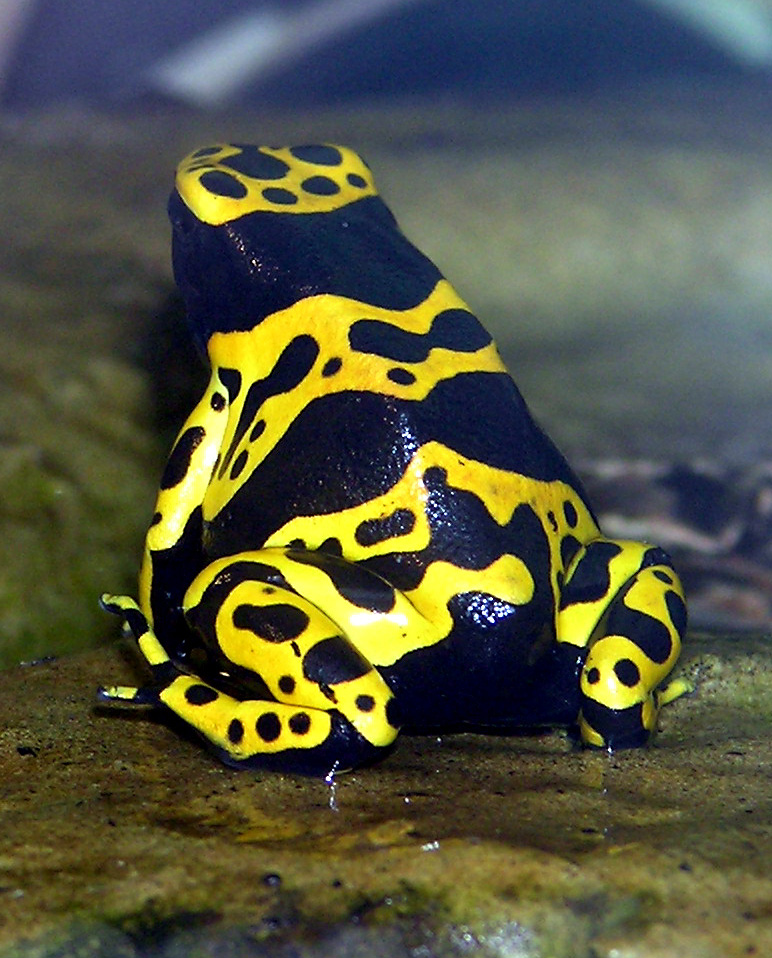
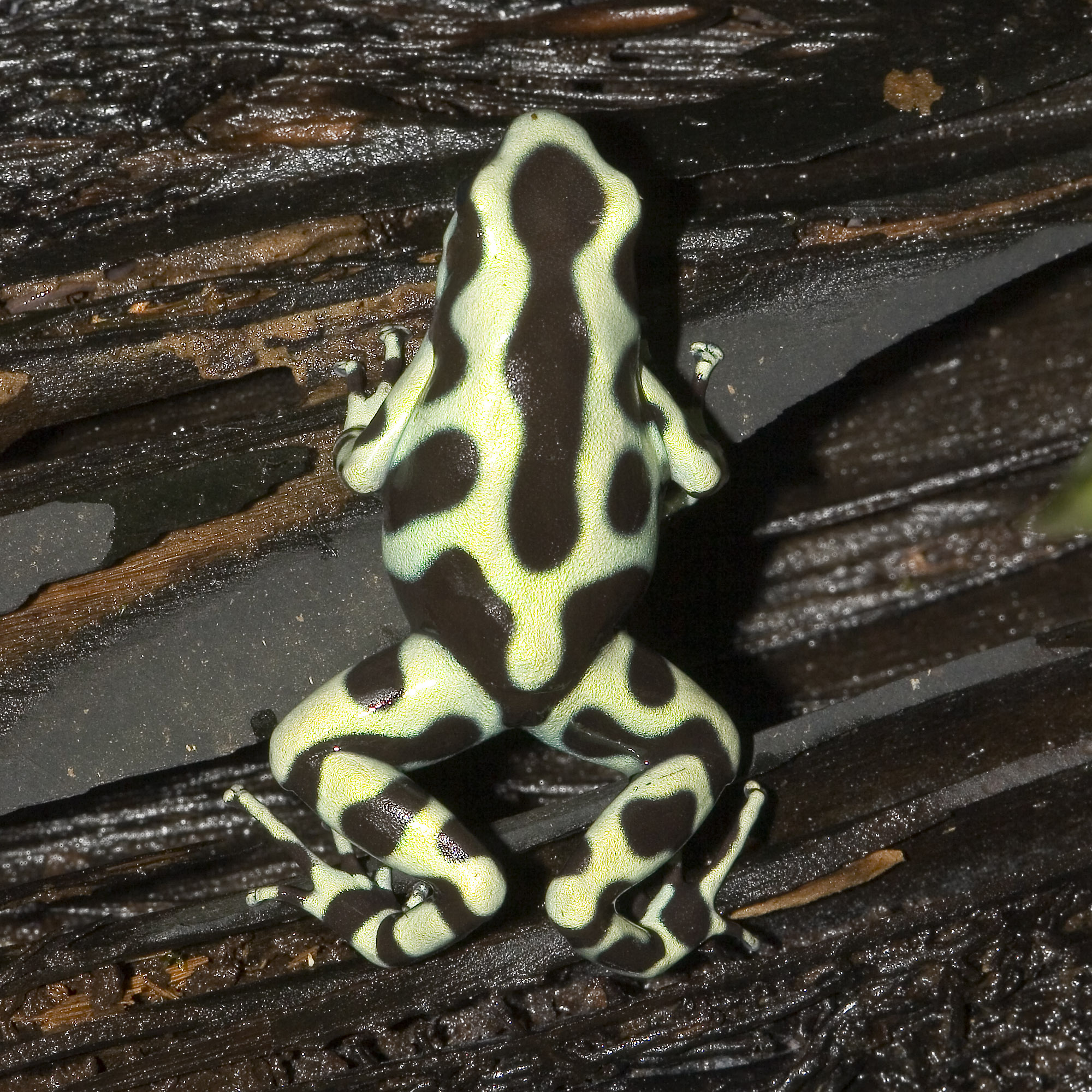
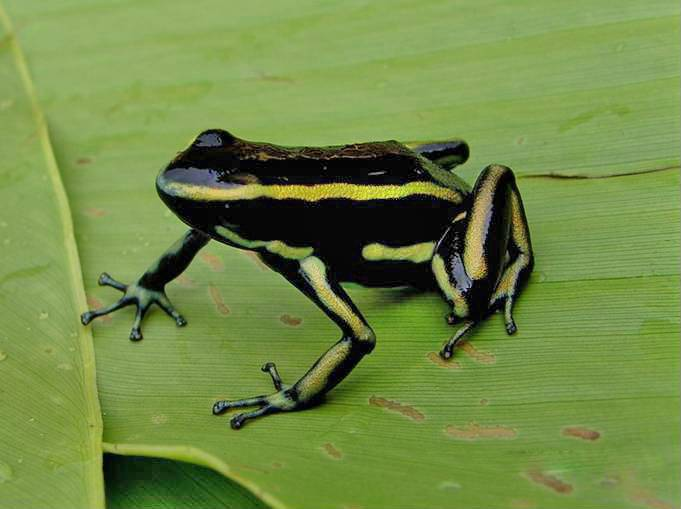